# تیجانا داپسوویچ
تیجانا داپسوویچ (به انگلیسی: Tijana Dapčević) (زاده ۳ فوریه ۱۹۷۶) خواننده اهل مقدونیه است.
او در مسابقه آواز یوروویژن ۲۰۱۴ نماینده مقدونیه بود.